# Bisbat de Solsona

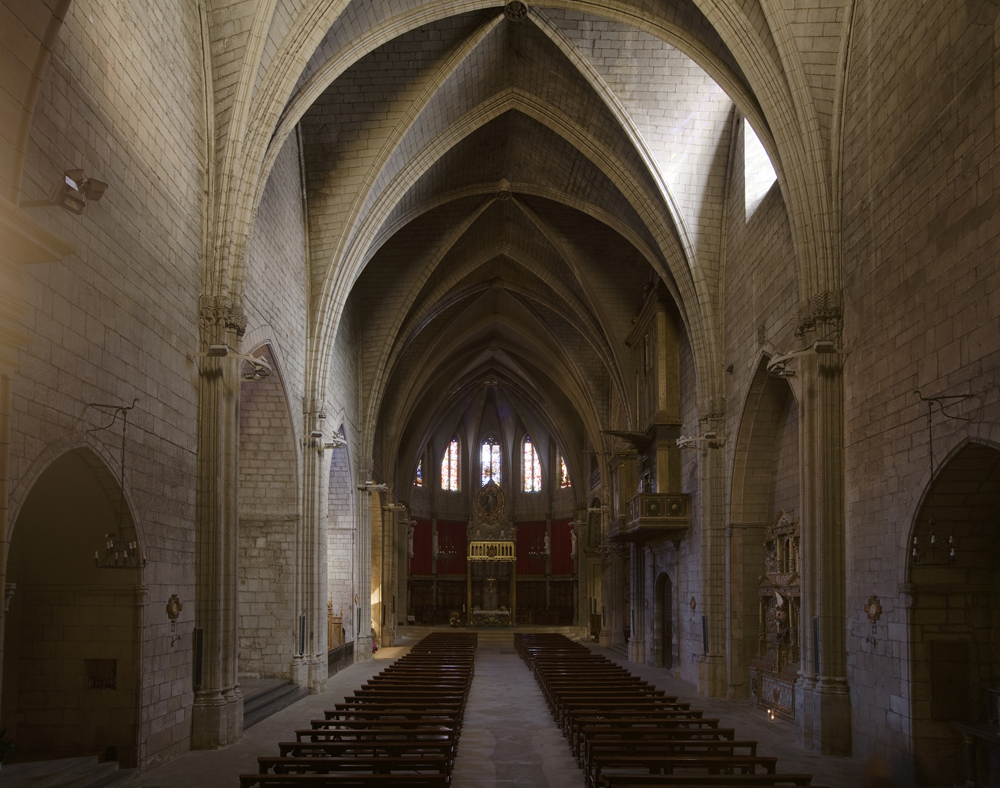
Nau central de l'església catedral de Solsona, seu de la diòcesi.

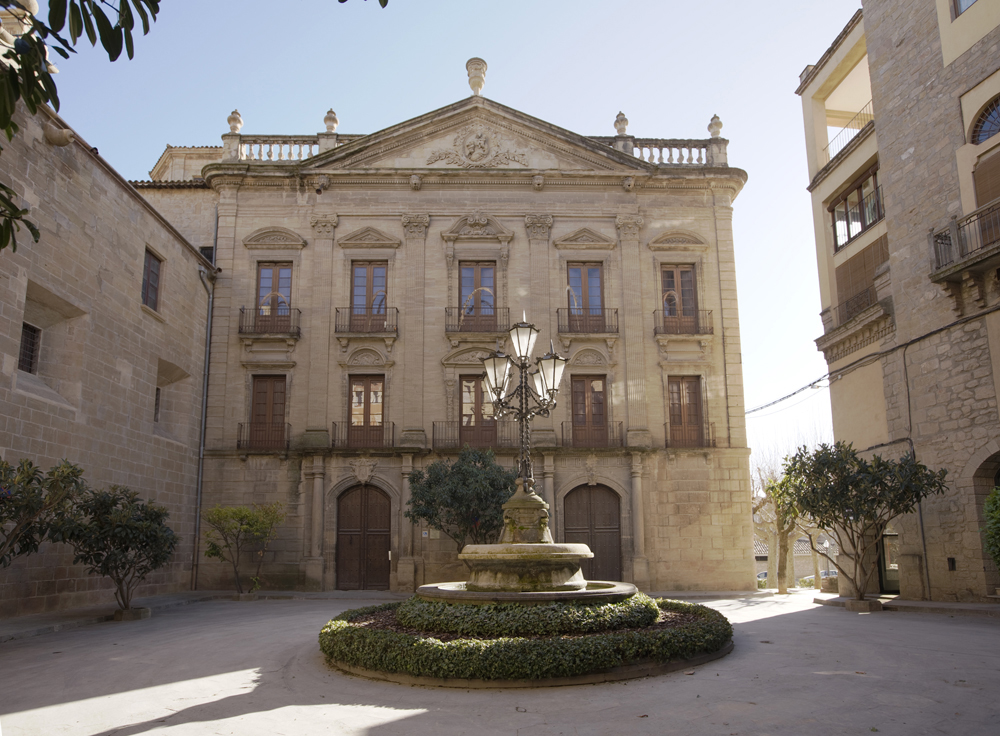
Façana del Palau Episcopal a Solsona.

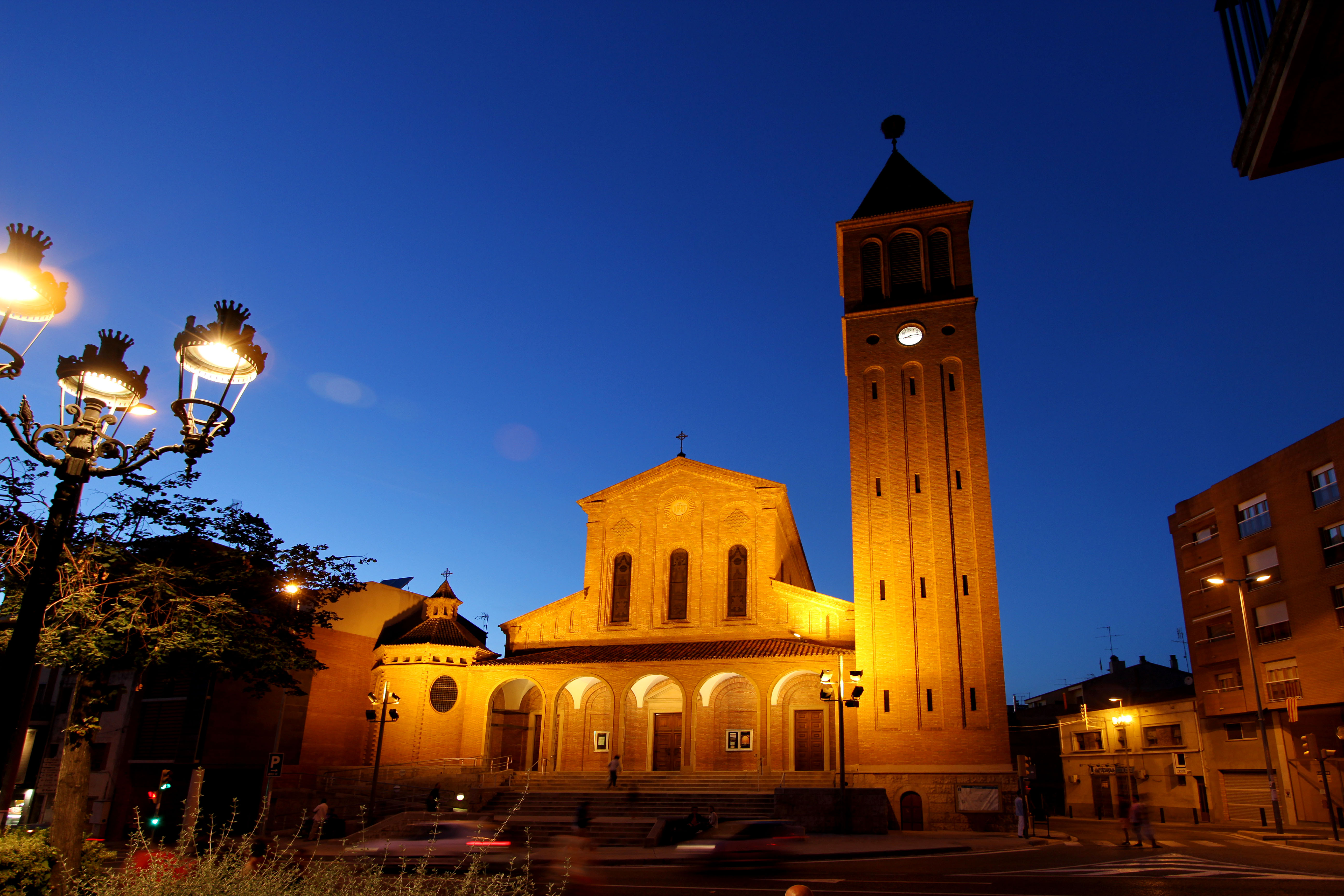
Església de Sant Jaume de Mollerussa.

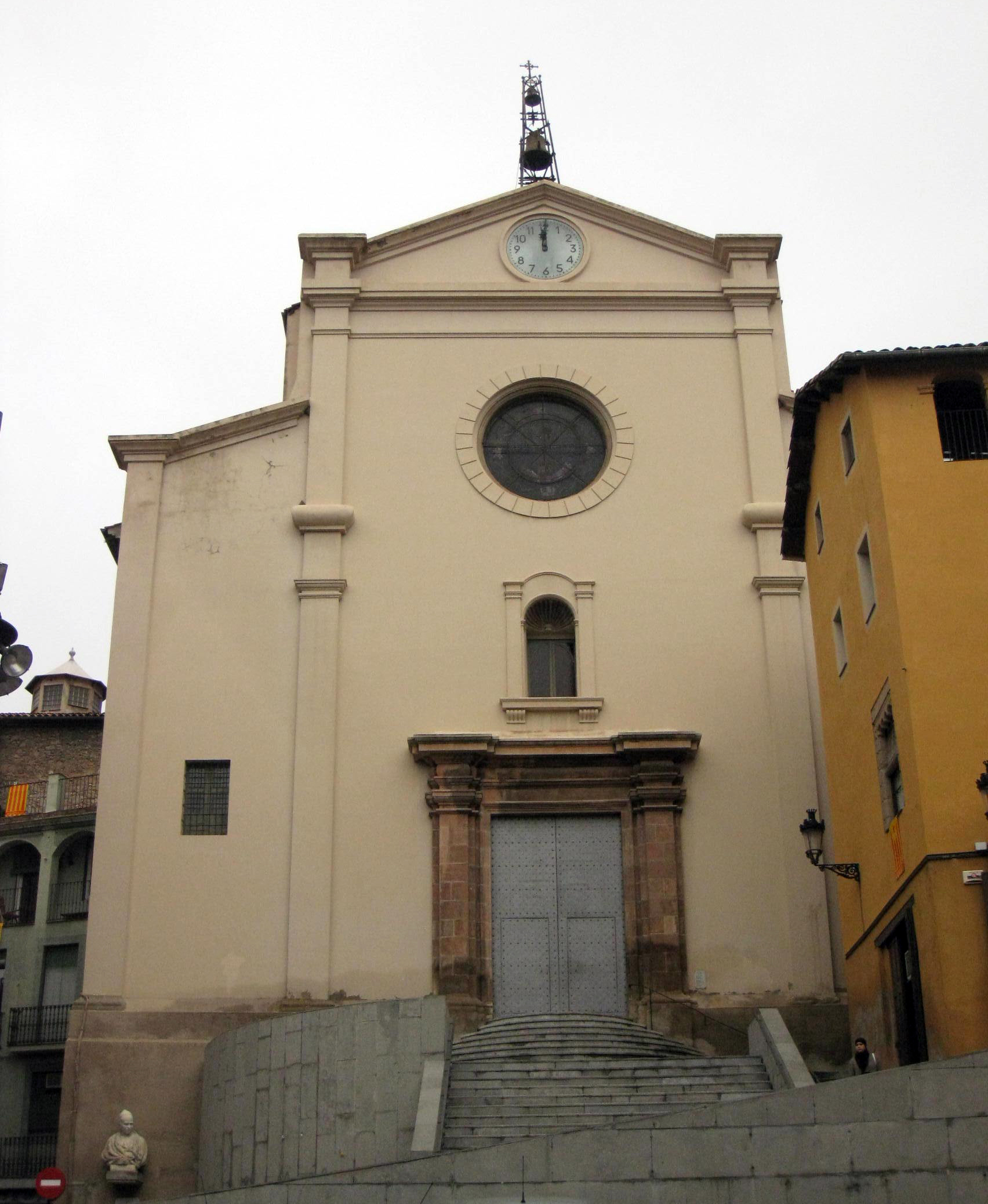
Façana de la parròquia de Santa Eulàlia de Berga.

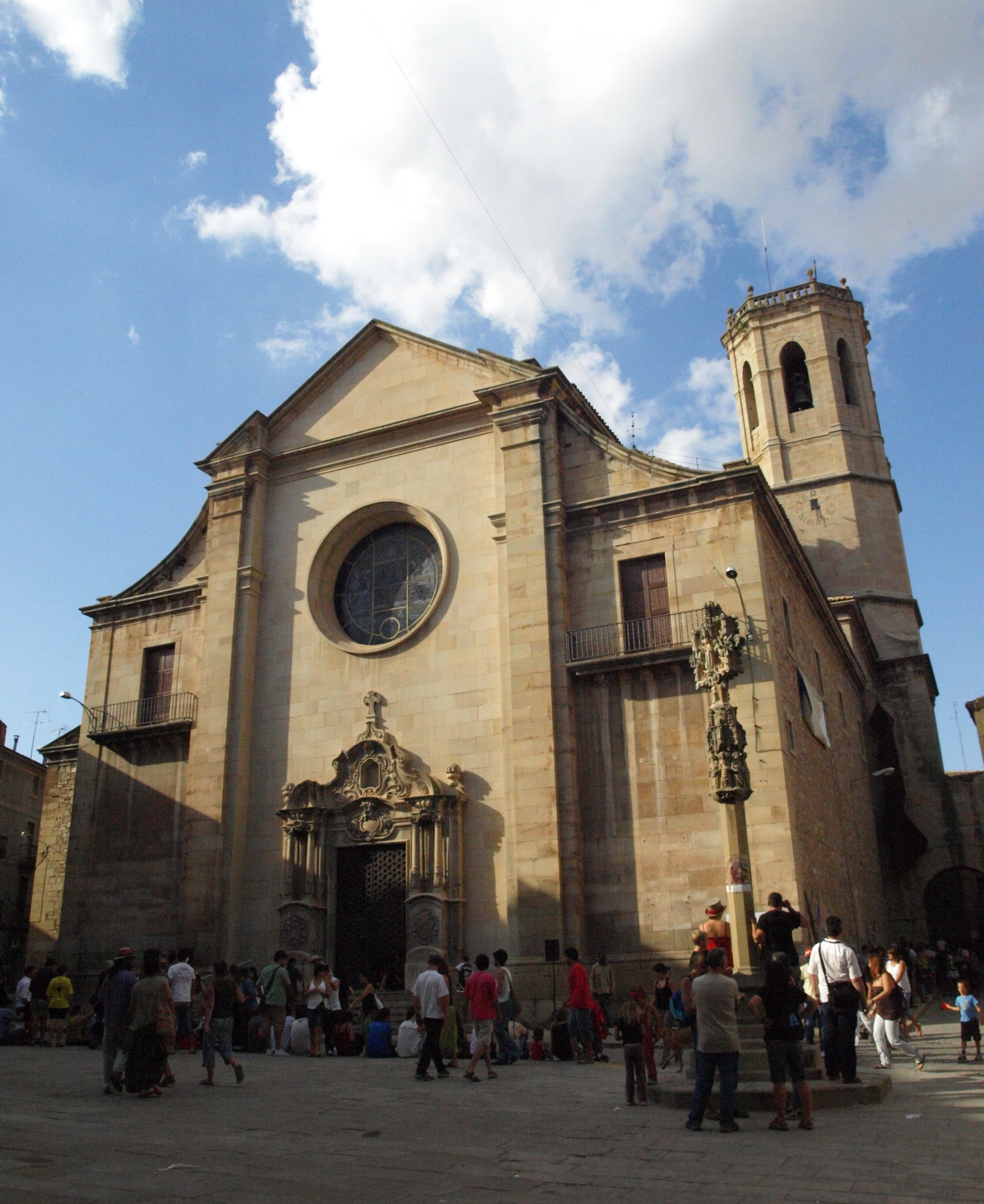
Església de Santa Maria de l'Alba, Tàrrega.

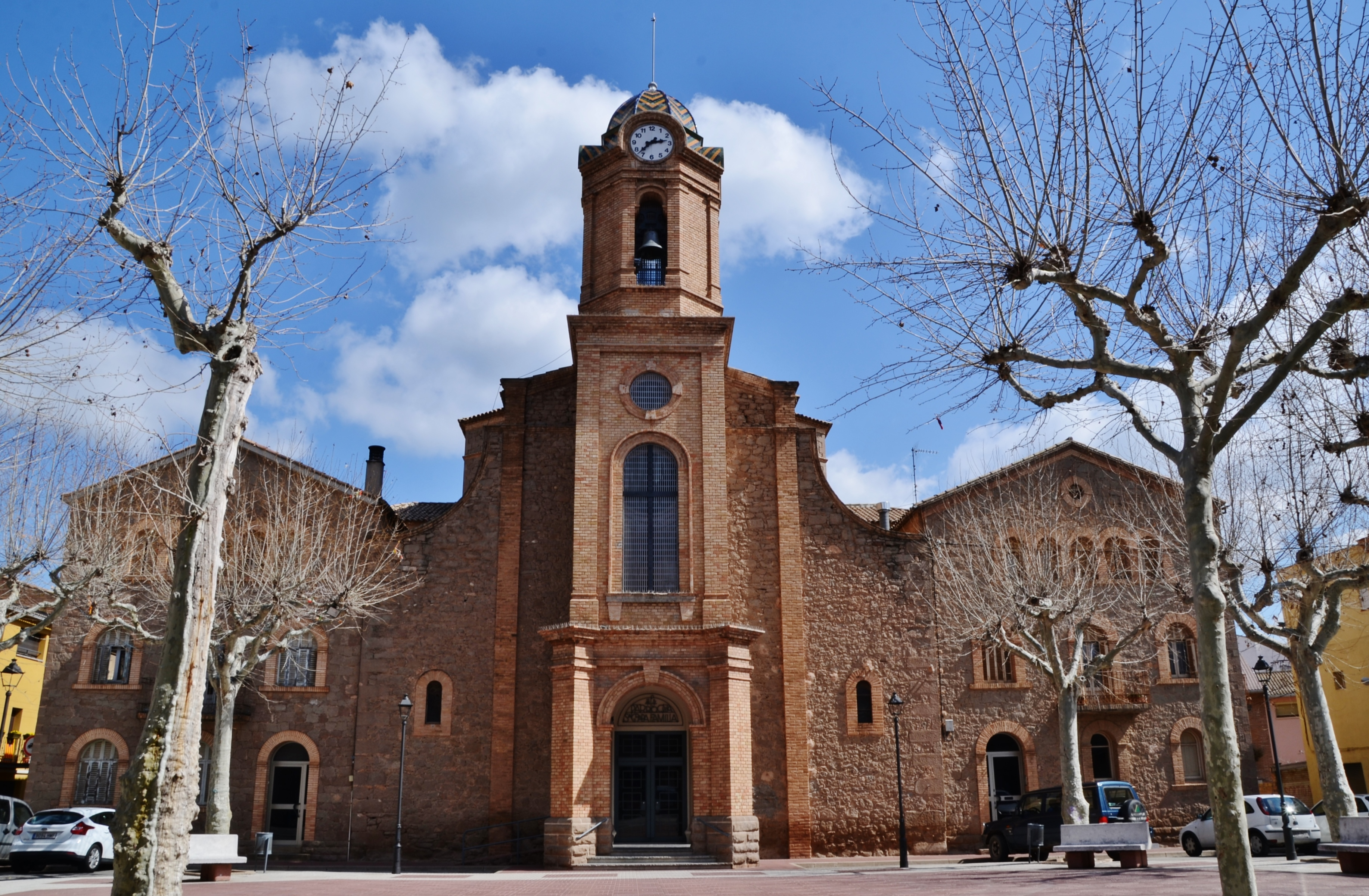
Església parroquial de la Sagrada Família de Navàs.

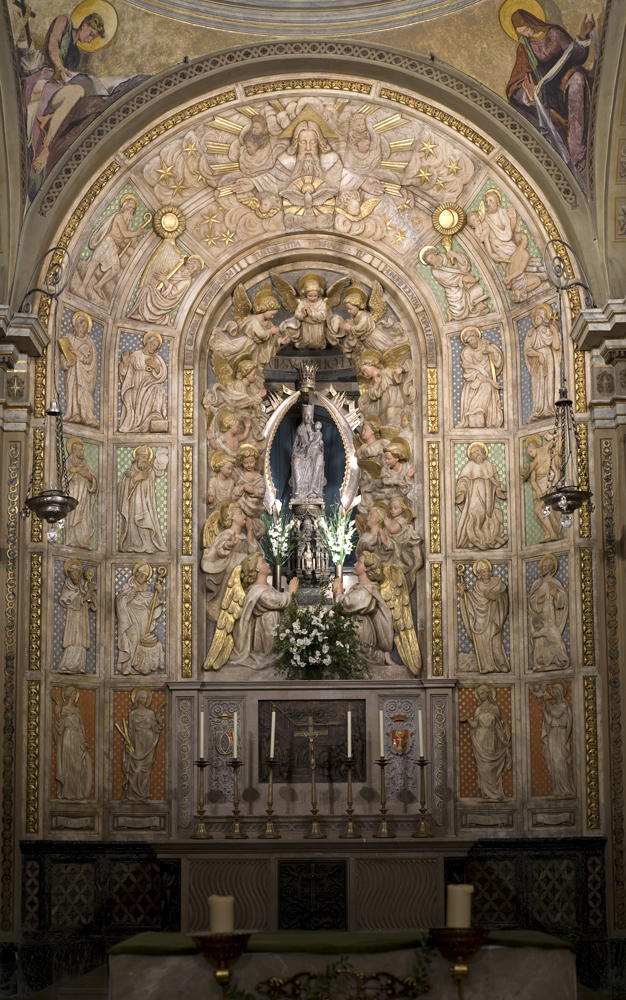
Altar del Santuari de la Mare de Déu del Claustre a la catedral de Solsona.

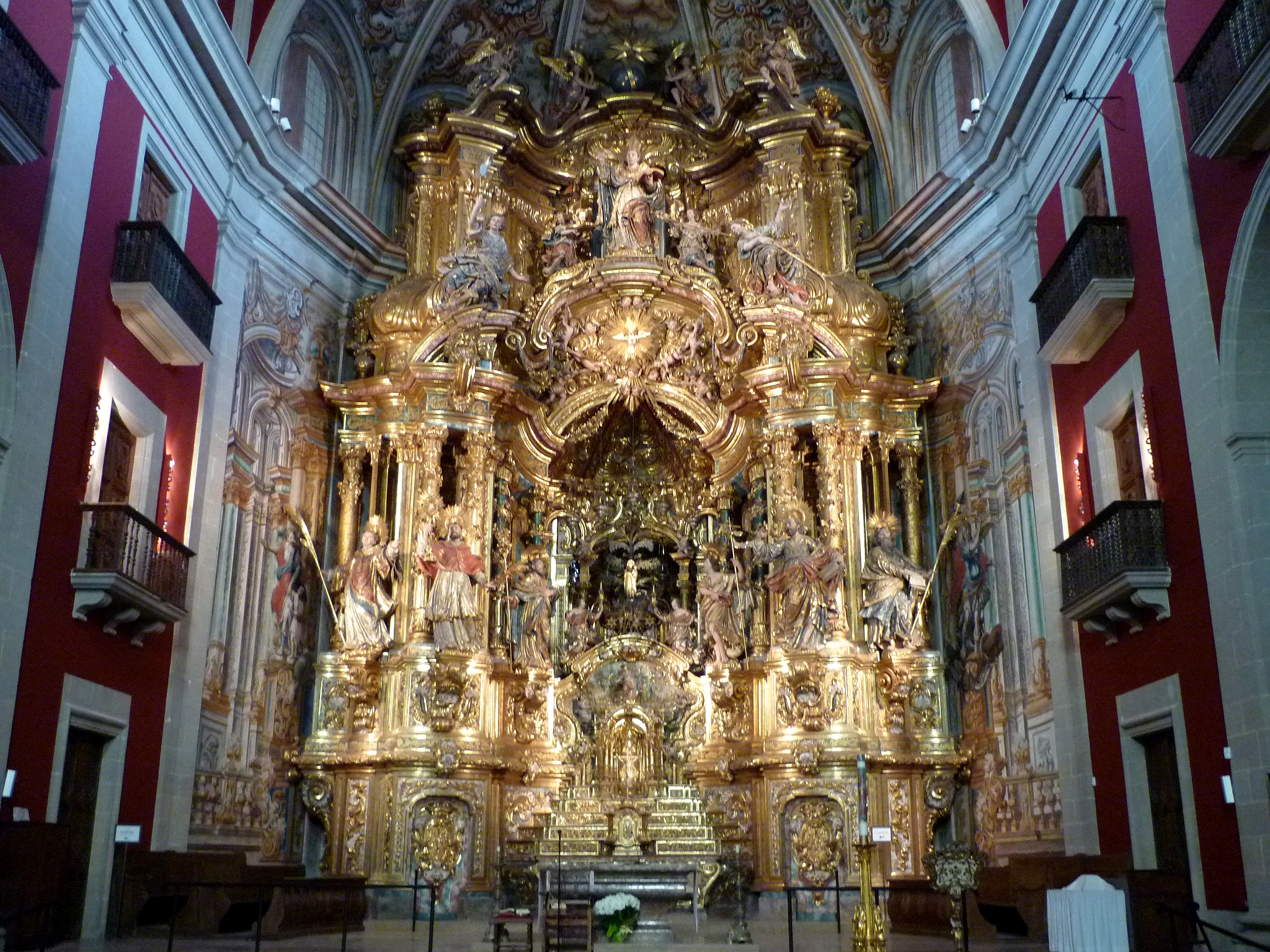
Altar barroc del Santuari del Miracle, Riner.

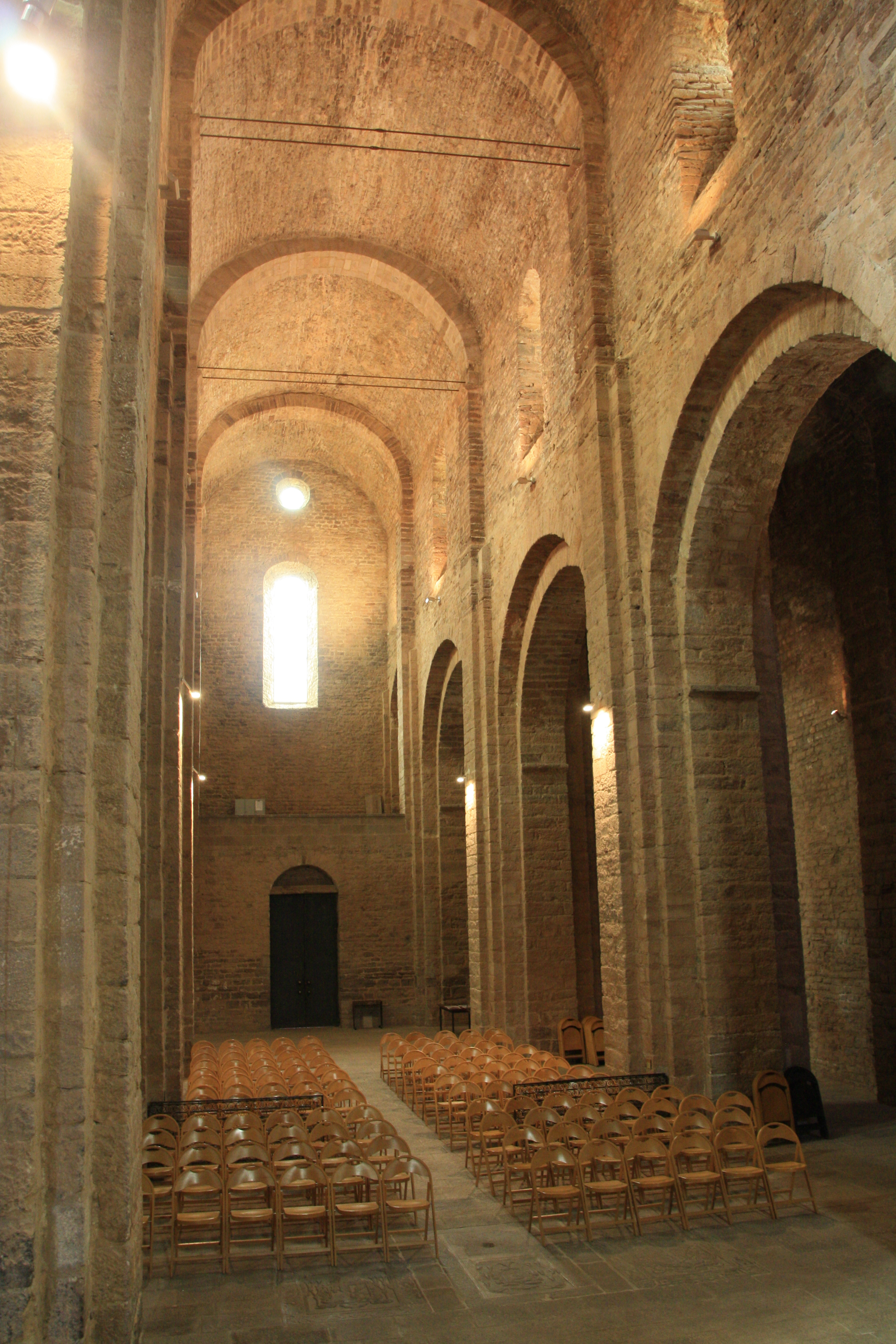
Col·legiata de Sant Vicenç a Cardona.

El bisbat de Solsona o diòcesi de Solsona (en llatí: Diocesis Celsonensis) és una circumscripció eclesiàstica de l'Església catòlica a Catalunya sufragània de l'arquebisbat metropolità de Tarragona i presidida pel bisbe de Solsona. Va ser creat el 1593 i la seu episcopal es troba a la Catedral de Solsona al municipi de Solsona. L'actual bisbe és Francesc Conesa i Ferrer.

## La diòcesi
Situada al centre de Catalunya i amb una població eminentment rural, la diòcesi s'allarga des dels plans d'Urgell fins a les muntanyes del Cadí i les fonts del Llobregat, i s'estén per les comarques del Pla d'Urgell, l'Urgell, la Segarra, el Solsonès, el Bages i el Berguedà. L'extensió territorial és de 3.536 quilòmetres quadrats dividida en 170 parròquies agrupades en 12 unitats pastorals parroquials.

### Unitats pastorals parroquials
La diòcesi està dividida en 12 unitats pastorals parroquials:
- Unitat pastoral parroquial de Bagà
- Unitat pastoral parroquial de Bellpuig
- Unitat pastoral parroquial de Berga
- Unitat pastoral parroquial de Cardona
- Unitat pastoral parroquial de Cervera
- Unitat pastoral parroquial de Mollerussa
- Unitat pastoral parroquial de Navàs
- Unitat pastoral parroquial de Puig-Reig
- Unitat pastoral parroquial de Sant Ramon
- Unitat pastoral parroquial de Solsona
- Unitat pastoral parroquial de Súria
- Unitat pastoral parroquial de Tàrrega

### Parròquies
El bisbat està integrat per 170 parròquies.
El 75% de les parròquies s'ubiquen en poblacions que no passen dels 300 habitants, mentre que les més grans no arriben a 20.000.

## Història
Va ser creat el 1593 a partir de parròquies pertanyents a les diòcesis d'Urgell i Vic. El seu naixement es deu al desig del rei Felip II de Castella de crear prop de la frontera una sèrie de diòcesis que fossin una barrera contra la penetració dels hugonots o protestants. Amb anterioritat s'havia promogut la creació dels bisbats de Jaca i Barbastre (1571) i l'adscripció del bisbat d'Elna a l'arxidiòcesi de Tarragona (1573) i cap a l'any 1589 es tractava a Roma la creació de tres nous bisbats a Catalunya amb seu a Solsona, Manresa i Balaguer. Felip II proposà al papa Sixt V la creació de les tres diòcesis -o almenys dues d'elles- donant sempre preferència a la instauració de la seu solsonina. La petició es va ajornar arran de la mort del papa Sixt V i la successió per Urbà VII (1590), Gregori XIV (1590-91) i Innocenci IX (1591). Fins l'arribada del papa Climent VIII (1592-1605) no es va resoldre la petició amb la secularització de totes les canòniques agustinianes de Catalunya i la creació d'una única diòcesi amb seu a Solsona tal com recull una butlla de l'1 d'agost de 1593.
La seva constitució no va estar exempta de conflicte atès que inicialment s'hi van incloure 258 parròquies del bisbat d'Urgell, però l'oposició dels successius bisbes d'Urgell a la desmembració d'algunes d'elles i d'un plet que durà del 1593 al 1691 va reduir el nombre de parròquies a 114, després d'arribar l'afer a mans del rei Felip IV de Castella i del papa Gregori XV. Del bisbat de Vic procedien 21 parròquies pertanyents als deganats de Tàrrega i Cervera i s'arribà a una concòrdia que va passar per la renúncia del bisbe de Solsona a incloure a la nova diòcesi el deganat d'Els Prats de Rei amb Calaf i les seves parròquies, sufragànies de l'abat de Ripoll, però afegint una sèrie de parròquies del domini de l'abat com les de Merlès, Borredà, Aranyonet, Obiols, Gargallà, Sorba i Salou.
El nou bisbat es va nodrir de les rendes de l'antiga canònica agustiniana i monestir de Santa Maria de Solsona, de les canòniques de Vilabertran i Roca-rossa (bisbat de Girona), de Sant Pere de Clarà (bisbat de Barcelona) i dels priorats suprimits de Gualter i de Cellers (bisbat d'Urgell) que van ser destinades a la dotació de quatre dignitats i dels dotze canonicats simples de la nova catedral. El papa també destinà les rendes de les canòniques de Serrabona i de Castellnou (bisbat d'Elna) per edificar la catedral i la sagristia. L'any 1594 fou nomenat el primer bisbe, Lluís de Sanç i Manegat, que va haver de fer front als conflictes relacionats amb la composició territorial del nou bisbat.
El 1620, el papa Pau V erigí en universitat el col·legi de Sant Miquel i Sant Gabriel de Solsona, regentat pels dominics, amb facultat de donar títols i amb la finalitat de suplir la manca d'un seminari diocesà. El tercer bisbe diocesà fou Miguel de los Santos de San Pedro que va ser lloctinent de Catalunya entre els anys 1627 i 1629. Durant la Guerra dels Segadors (1640-1652) la diòcesi fou ocupada pels francesos entre els anys 1644 i 1655 i va estar tretze anys sense bisbe, ja que ni els bisbes José Laínez i Juan Chaveri, designats per Felip IV de Castella, ni l'ardiaca d'Urgell Vicenç Margarit, nomenat pel rei de França, no van prendre possessió mai de la diòcesi.
La successió episcopal va continuar amb Francesc Roger a partir de 1656 i va ser ininterrompuda fins al 1838 quan va començar un llarg període de seu vacant que va acabar el 1851 amb la supressió del bisbat acordada entre el Govern d'Espanya i la Santa Seu a través d'un concordat. Entre 1838 i 1891 una sèrie de vicaris capitulars es van encarregar d'administrar la diòcesi -durant la seu vacant- i el seu territori -després de la supressió- i van evitar-ne l'esquarterament. L'any 1835 les parròquies de Borredà i Aranyonet retornaren a la diòcesi de Vic.
Tot i aquestes vicissituds, el 1846 es va crear el seminari diocesà, es va crear el butlletí oficial de la diòcesi, des de 1866, i es va introduir noves congregacions religioses com les carmelites de la caritat (1829) o els claretians (1878).
El 1891 el bisbe de Vic, Josep Morgades, fou nomenat administrador apostòlic de Solsona i s'inicià l'esperit que va portar a la restauració del bisbat. L'única dificultat que el Govern d'Espanya posava a la restauració de la diòcesi era la manca de dotació econòmica estatal per assegurar la dotació d'un nou bisbe. Es va iniciar una campanya per reunir al Banc d'Espanya el capital suficient i l'èxit fou tal que la reina regent Maria Cristina va decretar el 1895 la creació d'una administració apostòlica a Solsona independent de la diòcesi de Vic. El primer administrador amb aquest nou estatus va ser el solsoní Ramon Riu i Cabanes que va ser consagrat bisbe i gràcies a les pressions dels successius bisbes administradors apostòlics, de la diòcesi i a les gestions del cardenal Francesc Vidal i Barraquer -antic administrador apostòlic-, el 1933, el papa Pius XI va restaurar seu episcopal amb ple dret i va nomenar bisbe de Solsona a Valentí Comellas, bisbe administrador apostòlic des de 1919.
El reconeixement de la restauració de la diòcesi per part del Govern d'Espanya va arribar el 1945 amb el nomenament del bisbe Vicent Enrique i Tarancón, durant l'episcopat del qual es van incloure al territori diocesà 22 parròquies corresponents al bisbat de Vic.
Actualment la diòcesi es divideix en 170 parròquies agrupades en 12 unitats pastorals diferents.

## El bisbe
El bisbe diocesà representa la diòcesi en tots els afers jurídics, en té cura i té tota la potestat ordinària, pròpia i immediata necessària per exercir la seva tasca pastoral. Li correspon regir l'Església particular que li ha estat confiada amb potestat legislativa, executiva i judicial que exerceix personalment. La potestat executiva la pot exercir per mitjà de vicaris generals o episcopals i la judicial a través d'un vicari judicial o jutges. Té l'obligació de defensar la unitat de l'Església, de promoure la disciplina comuna de la mateixa, d'instar l'observança de totes les lleis eclesiàstiques i de fomentar les diverses formes d'apostolat, entre d'altres.
El bisbe diocesà és Francesc Conesa i Ferrer des de l'any 2022.
El bisbe emèrit de Solsona és Xavier Novell i Gomà que exercí de diocesà entre els anys 2010 i 2021 i que va renunciar al govern pastoral de la diòcesi de Solsona per raons estrictament personals. Actualment, té prohibits tots els actes de les potestats d'orde i govern i l'exercici de tots els drets i funcions inherents a l'ofici episcopal per haver contret matrimoni civil. Tot i mantenir la seva condició de bisbe, no pot desenvolupar cap de les funcions derivades de tal condició, com ara l'administració de sagraments i qualsevol activitat magisterial, tant en públic com en privat.

## La Cúria Diocesana
La Cúria Diocesana consta d'aquells organismes i persones que ajuden el bisbe en el govern de tota la diòcesi, sobretot en la direcció de l'activitat pastoral, en l'administració de la diòcesi i en l'exercici de la potestat judicial. El nomenament dels qui exerceixen càrrecs a la Cúria Diocesana pertoca al bisbe diocesà.

### El vicari general
El vicari general és constituït i nomenat lliurement pel bisbe i l'ajuda en el govern de tota la diòcesi. Ha de reunir la condició de sacerdot i li correspon la potestat executiva que pertoca al bisbe diocesà: pot realitzar tots els actes administratius, excepte aquells que són exclusius del bisbe.

### Els vicaris episcopals
El vicari o els vicaris episcopals poden ser constituïts de forma temporal pel bisbe diocesà i gaudeixen de la mateixa potestat ordinària que correspon al vicari general en una part de la diòceis, en una certa classe d'afers o respecte als fidels d'un ritu determinat o a un cert grup de persones.

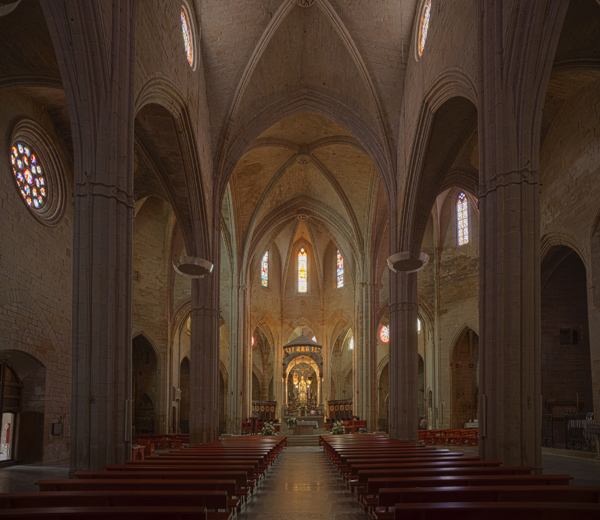
Interior de l'Església de Santa Maria de Cervera.

### El canceller
El canceller és notari i secretari de la cúria i és el responsable que es redactin i s'expedeixin les actes de la cúria i que siguin guardades a l'arxiu.

### L'ecònom
L'ecònom és un expert en economia a qui correspon administrar els béns de la diòcesi sota l'autoritat del bisbe i executar les despeses del bisbat. És nomenat pel bisbe per un període de cinc anys havent escoltat el col·legi de consultors i el consell per als assumptes econòmics.

### Organització de la Cúria Diocesana
La Cúria Diocesana s'organitza a través dels següents càrrecs i departaments:

#### Administrador apostòlic
- Francesc Conesa i Ferrer, bisbe

#### Vicaria general
- Marc Majà i Guiu, vicari general

#### Vicaria judicial
- Vicent Benedito i Morant, OP, vicari judicial
- Jutges diocesans
- Notària-secretària
- Defensa del Vincle
- Assessoria jurídica

#### Secretaria General - Cancelleria
- Júlia Ayala i Vilardell, secretària general-cancellera

#### Ecònoma
- Almudena Cañizal i Sotil, ecònoma

#### Departaments
- Departament d'Economia

- Departament de Béns Immobles
- Departament de Patrimoni
- Notaria pro causa dels màrtirs
- Protecció de dades

## Delegacions, projecte i comissions diocesanes
El bisbat de Solsona compta amb les següents delegacions, projecte i comissions diocesanes:
- Càritas
- Diaconat
- Ensenyament
- Mitjans de Comunicació Social
- Pastoral de Joventut
- Pastoral Litúrgica
- Protecció de menors i adults vulnerables
- Vida Consagrada
- Vocacions
- Projecte Raquel
- Projecte Vacances Famílies Nombroses
- Comissió Curs Alpha
- Escola d'Evangelització Sant Andreu
- Recés d'Emmaús Homes
- Recés d'Emmaús Dones
- Comissió de Recessos i Exercicis
- Comissió de Discipulat

## Òrgans consultius

### El Consell Presbiteral
El Consell Presbiteral és l'òrgan consultiu que representa el presbiteri i ajuda el bisbe en el govern de la diòcesi per tal de proveir al màxim al bé pastoral de la mateixa. Està integrat per preveres, aproximadament la meitat dels quals són elegits lliurement pels sacerdots de la diòcesi. La resta de membres tenen la condició de membre nat per raó de l'ofici que tenen encomanat o bé son nomenats directament pel bisbe. El mandat dels seus components és de cinc anys. Presideix l'organisme el bisbe diocesà que en convoca les reunions i determina les qüestions a tractar.

#### Composició del Consell Presbiteral

##### Per raó del càrrec
- Francesc Conesa i Ferrer, bisbe
- Marc Majà i Guiu, vicari general
- Lluís Grifell i Vilà, degà del capítol catedralici

##### Per elecció dels Arxiprestats
- Lluís Villaró i Argerich
- Antoni Quesada i Rodríguez
- Carles Pubill i Gamisans
- Xavier Romero i Galdeano
- Climent Capdevila i Riu
- Josep M. Vilaseca i Ribalta

##### Per elecció de tot el Presbiteri diocesà
- Jordi Orobitg i Huguet
- Joan Lladó i Vilaseca
- Lluís Prat i Sabata

##### Per designació del bisbe
- Joan Francesc Casals i Cubinsà
- Marc Majà i Guiu

### El Col·legi de Consultors
El Col·legi de Consultors és un organisme que compleix les funcions del Consell Presbiteral en cas de seu vacant i fins a la seva nova constitució un cop a pres possessió el nou bisbe. L'integren entre sis i dotze membres del Consell Presbiteral nomenats lliurement pel bisbe diocesà per un mandat de cinc anys. El col·legi és presidit pel bisbe i en cas de seu impedida o vacant el qui el substitueixi de forma interina.

#### Composició del Col·legi de Consultors
- Francesc Conesa i Ferrer, bisbe
- Josep M. Vilaseca i Ribalta
- Marc Majà i Guiu
- Xavier Romero i Galdeano
- Joan Francesc Casals i Cubinsà
- Jordi Orobitg i Huguet
- Climent Capdevila i Riu

### El capítol catedralici
El capítol de canonges catedralici és un col·legi de sacerdots al qual correspon la celebració de les funcions litúrgiques més solemnes a l'església catedral. Els seus estatuts determinen el nombre de canonges i les funcions del capítol i de cadascun dels canonges respecte al culte diví i l'exercici del ministeri. Són designats pel bisbe diocesà, havent escoltat prèviament el capítol. Entre els canonges, n'hi ha d'haver un que sigui el degà i presideixi el capítol.

#### Composició
- Josep Torres i Segura (1958)
- Joan Clos i Casanovas (1996)
- Lluís Prat i Sabata (1996)
- Lluís Grifell i Vilà (2008), degà del Capítol
- Josep Maria Vilaseca i Ribalta (2008)
- Joan Francesc Casals i Cubinsà (2011)
- Valentí Miserachs i Grau (2012), canonge d'honor
- Josep Maria Montiu de Nuix (2012)
- Lluís Ruiz Brichs (2020)
- Marc Majà i Guiu (2021)

### Rectors Consultors

#### Composició[19]
- Climent Capdevila i Riu
- Jordi Orobitg i Huguet
- Alfons Busto i España
- Antoni Bonet i Trilla

### El Consell per als Assumptes Econòmics
El Consell per als Assumptes Econòmics és presidit pel bisbe diocesà o per un delegat seu i està constituït per almenys tres fidels experts en economia i en dret civil nomenats pel bisbe per un període de cinc anys. Té la funció, a banda de les encomanades per les normes, d'elaborar el pressupost d'ingressos i despeses per a tot el règim de la diòcesi de l'any entrant i d'aprovar els comptes d'ingressos i despeses al final de l'any.

#### Composició del Consell per als Assumptes Econòmics
- Francesc Conesa i Ferrer, bisbe
- Marc Majà i Guiu
- Esteve Algué i Cardona
- David Vilalta i Muntada
- Josep Peralba i Solà

## Entitats

### Entitats diocesanes
- Seminari Diocesà[21]
  - Seminari Major (formació confiada al Seminari Major Interdiocesà)
  - Seminari Menor en Família
  - Residència Sacerdotal del Seminari
- Museu Diocesà i Comarcal[22][23]
- Arxiu Diocesà[24]

### Associacions de fidels
- Adoració Nocturna (Tàrrega)[25]
- Amics de Sant Pere Claver (Verdú)
- Apostolat de l'Oració
- Confraria de la Mare de Déu del Claustre (Solsona)
- Confraria de la Mare de Déu del Patrocini (Cardona)
- Confraria del Sant Crist i la Mare de Déu dels Dolors (Casserres)
- Confraria de la Mare de Déu dels Dolors de Bellpuig (Bellpuig)
- Fraternitat de la Verge Maria
- Hospitalitat de la Nostra Senyora de Lurdes
- Mans Unides
- Mutualitat del Clero
- Vida Creixent

### Fundacions canòniques
- Fundació Escola Diocesana de Navàs (Navàs)[26]
- Fundació Privada Escolar Mare de Déu del Claustre (Solsona)
- Obra Diocesana de Formació Professional (Solsona)
- Fundació Balcells (Barcelona)
- Fundació Casal del Roser de Gisclareny (Gisclareny)
- Fundació Mare de Déu de Lurdes de la Nou (La Nou de Berguedà)
- Justícia i Pau (Cervera)
- Fundacions canòniques no autònomes

## Comunitats religioses
La diòcesi de Solsona compta amb 3 comunitats religioses masculines, 20 comunitats religioses femenines i una de verges consagrades.

### Instituts de vida consagrada i instituts religiosos masculins
- Benedictins (Santuari del Miracle, Riner)
- Germans de les Escoles cristianes de La Salle (Mollerussa)
- Mercedaris (Sant Ramon)

### Instituts religiosos femenins
- Adoratius perpètues del Santíssim Sagrament (Berga)
- Carmelites de l'Antiga Observança (Tàrrega)
- Carmelites de la Caritat - Vedruna (Berga)
- Carmelites de la Caritat - Vedruna (Mollerussa)
- Carmelites de la Caritat - Vedruna (Tàrrega)
- Carmelites de la Caritat - Vedruna (Verdú)
- Carmelites Descalces (Mollerussa)
- Carmelites Missioneres (Navàs)
- Carmelites Missioneres (Tàrrega)
- Companyia de Maria (Solsona)
- Dominiques de l'Anunciata (Súria)
- Filles de Sant Josep (Cardona)
- Germanes dels Pobres de Sant Pere Claver (Verdú)
- Germanetes dels Vells Desemparats (Berga)
- Missioneres Filles del Cor de Maria (Casa General, Cervera)
- Missioneres Filles del Cor de Maria (Hospital, Cervera)
- Missioneres Filles del Cor de Maria (Solsona)
- Sagrada Família d'Urgell (Residència, Cervera)
- Sagrada Família d'Urgell (Residència Mare Janer, Cervera)

### Societat de vida apostòlica
- Filles de la Caritat de Sant Vicenç de Paül (Residència Bell Repós, Súria)

### Ordes de verges consagrades
- Orde de les Verges Consagrades

## Estadístiques
A finals del 2014, la diòcesi tenia 124.600 batejats sobre una població de 141.800 persones, equivalent al 87,9% del total.
| Any  | Població | Població | Població | Preveres | Preveres        | Preveres        | Nombre de batejats per sacerdot | Diaques permanents | Religiosos | Religiosos | Parròquies |
| Any  | Batejats | Total    | %        | Total    | Clergat secular | Clergat regular | Nombre de batejats per sacerdot | Diaques permanents | Homes      | Dones      | Parròquies |
| ---- | -------- | -------- | -------- | -------- | --------------- | --------------- | ------------------------------- | ------------------ | ---------- | ---------- | ---------- |
| 1949 | 125.000  | 125.000  | 100,0    | 374      | 266             | 108             | 334                             |                    | 250        | 430        | 188        |
| 1970 | 129.281  | 129.315  | 100,0    | 241      | 212             | 29              | 536                             |                    | 38         | 430        | 177        |
| 1980 | 121.848  | 122.053  | 99,8     | 182      | 155             | 27              | 669                             |                    | 53         | 371        | 214        |
| 1990 | 118.395  | 119.595  | 99,0     | 171      | 151             | 20              | 692                             |                    | 44         | 291        | 207        |
| 1999 | 100.200  | 119.200  | 84,1     | 135      | 120             | 15              | 742                             |                    | 28         | 279        | 163        |
| 2000 | 102.300  | 119.234  | 85,8     | 134      | 119             | 15              | 763                             |                    | 28         | 230        | 163        |
| 2001 | 95.138   | 119.138  | 79,9     | 132      | 121             | 11              | 720                             |                    | 22         | 227        | 163        |
| 2002 | 94.206   | 119.206  | 79,0     | 139      | 121             | 18              | 677                             |                    | 36         | 237        | 163        |
| 2003 | 101.521  | 124.071  | 81,8     | 128      | 112             | 16              | 793                             |                    | 30         | 208        | 174        |
| 2004 | 101.521  | 124.071  | 81,8     | 128      | 112             | 16              | 793                             |                    | 32         | 212        | 174        |
| 2010 | 128.700  | 139.900  | 92,0     | 110      | 96              | 14              | 1.170                           | 3                  | 22         | 198        | 174        |
| 2014 | 124.600  | 141.800  | 87,9     | 97       | 89              | 8               | 1.284                           | 5                  | 23         | 193        | 174        |
| 2017 | 116.536  | 139.297  | 83,7     | 80       | 73              | 7               | 1.456                           | 5                  | 14         | 174        | 174        |
| 2020 | 118.309  | 139.185  | 85,0     | 69       | 62              | 7               | 1.714                           | 4                  | 17         | 104        | 174        |

## Sants, beats i màrtirs

### Sants
- Sant Ramon Nonat
- Sant Pere Claver

### Màrtirs
- Pere Santamaria i Solè